# Daily Planet
Daily Planet (på svenska även Dagsnyheterna) är en fiktiv dagstidning i berättelserna om Stålmannen. Stålmannens alter ego Clark Kent arbetar på tidningens kontor i staden Metropolis. Tidningen grundades 1775. Perry White är dess chefredaktör. Lois Lane arbetar som journalist på tidningen, och Jimmy Olsen som fotograf.

## Personal
I personalen återfinns bland andra:
- Clark Kent
- Lois Lane
- Jimmy Olsen
- Perry White
- Lana Lang
- Cat Grant
- Ron Troupe
- Steve Lombard